# Luquinhas
Luquinhas, właśc. Lucas Lima Linhares (ur. 28 września 1996 w Ceilândii) – brazylijski piłkarz, występujący na pozycji pomocnika, od 2024 do 2025 w polskim klubie Legia Warszawa, do którego był wypożyczony z Fortalezy. Występował również w takich klubach jak: Vilafranquense, SL Benfica, CD Aves i New York Red Bulls. Dwukrotny mistrz Polski.

## Kariera klubowa

### Wczesna kariera i występy w Portugalii
Urodzony w Ceilândii Luquinhas rozpoczął karierę piłkarską w lokalnym klubie Atlético Ceilandense. We wrześniu 2014 roku przeniósł się do Portugalii i dołączył do Vilafranquense, a następnie przeniósł się na wypożyczenie do mistrzów Portugalii SL Benfica w czerwcu 2016 roku. 25 sierpnia 2017 Luquinhas parafował trzyletnią umowę z CD Aves, który trzy dni później wypożyczył go na jeden sezon do Vilafranquense. Po wypożyczeniu, podcxas którego strzelił 10 goli w 32 meczach ligowych, Luquinhas powrócił do Aves. 20 stycznia 2019 roku zadebiutował w jego barwach w wygranym 2:1 meczu przeciwko Vitórii Setúbal w Primeira Lidze.

### Legia Warszawa
4 lipca 2019 podpisał trzyletni kontrakt z polskim klubem Legia Warszawa, jego transfer z portugalskiego CD Aves kosztował ok. 2 mln złotych. 21 lipca zadebiutował w wyjściowym składzie Legii w przegranym 1:2 meczu z Pogonią Szczecin. 27 października Luquinhas zdobył swoją pierwszą bramkę w barwach Legii Warszawa w wygranym 7:0 meczu z Wisłą Kraków. Pierwszy sezon w Polsce zakończył występując w 45 meczach, strzelając 5 bramek i notując 9 asyst, przyczyniając się do zdobycia przez Legię tytułu mistrzowskiego.
Pozostał ważnym zawodnikiem Legii w sezonie 2020/2021. 6 lutego 2021 strzelił swojego pierwszego gola w kampanii w wygranym 2:0 meczu z Rakowem Częstochowa. Sezon zakończył występując w 34 meczach, strzelając 4 gole i notując 8 asyst, dzięki czemu Legia obroniła tytuł mistrza Ekstraklasy. Został wyróżniony tytułem pomocnika sezonu Ekstraklasy. 12 grudnia 2021 był ofiarą ataku pseudokibiców Legii na autokar, którym piłkarze wracali po meczu z Wisłą Płock. Sam Luquinhas miał być po tym wydarzeniu wystraszony i nieufny, a jego agent zasugerował możliwość rozwiązania kontraktu z warszawskim zespołem.

### New York Red Bulls i powrót do Brazylii
16 lutego 2022 został zawodnikiem New York Red Bulls, związując się trzyletnim kontraktem. 12 stycznia 2024 Luquinhas wrócił do Brazylii, podpisując czteroletni kontrakt, z opcją na kolejny rok, z klubem Série A Fortaleza. New York Red Bulls otrzymał za transfer kwotę 1,5 miliona dolarów, z możliwością wzrostu do 2 milionów dolarów z dodatkami.

### Powrót do Legii Warszawa
Przed sezonem 2024/2025 Luquinhas powrócił do Legii Warszawa, w której grał wcześniej w latach 2019–2022, na zasadzie wypożyczenia z Fortalezy.

## Sukcesy

### Legia Warszawa
- Mistrzostwo Polski: 2019/2020[12], 2020/2021

- Puchar Polskiː 2024/2025 [13]

### Wyróżnienia
- Pomocnik sezonu Ekstraklasy: 2020/2021[8]